# Gypsonoma sociana
Gypsonoma sociana es una especie de polilla del género Gypsonoma, tribu Eucosmini, familia Tortricidae. Fue descrita científicamente por Haworth en 1811.
La envergadura es de unos 12–15 milímetros. Se distribuye por Europa: Reino Unido.